# Miconia subvernicosa
Miconia subvernicosa är en tvåhjärtbladig växtart som beskrevs av Célestin Alfred Cogniaux. Miconia subvernicosa ingår i släktet Miconia och familjen Melastomataceae. Inga underarter finns listade i Catalogue of Life.